# Kemplich
Kemplich é uma comuna francesa na região administrativa de Grande Leste, no departamento de Mosela. Estende-se por uma área de 5,54 km². Em 2010 a comuna tinha 173 habitantes (densidade: 31,2 hab./km²).